# West Liberty (Iowa)
West Liberty és una població dels Estats Units a l'estat d'Iowa. Segons el cens del 2000 tenia 3.332 habitants.

## Demografia
Segons el cens del 2000, West Liberty tenia 3.332 habitants, 1.150 habitatges, i 801 famílies. La densitat de població era de 824,7 habitants/km².
Dels 1.150 habitatges en un 39,4% hi vivien nens de menys de 18 anys, en un 55,7% hi vivien parelles casades, en un 9,3% dones solteres, i en un 30,3% no eren unitats familiars. En el 25,1% dels habitatges hi vivien persones soles el 13,6% de les quals corresponia a persones de 65 anys o més que vivien soles. El nombre mitjà de persones vivint en cada habitatge era de 2,84 i el nombre mitjà de persones que vivien en cada família era de 3,46.
Per edats la població es repartia de la següent manera: un 29,8% tenia menys de 18 anys, un 10% entre 18 i 24, un 31,5% entre 25 i 44, un 15,4% de 45 a 60 i un 13,3% 65 anys o més.
L'edat mediana era de 32 anys. Per cada 100 dones de 18 o més anys hi havia 96,5 homes.
La renda mediana per habitatge era de 37.925 $ i la renda mediana per família de 41.667 $. Els homes tenien una renda mediana de 29.963 $ mentre que les dones 24.306 $. La renda per capita de la població era de 15.420 $. Entorn del 4,6% de les famílies i el 7,3% de la població estaven per davall del llindar de pobresa.

## Poblacions properes
El següent diagrama mostra les poblacions més properes.